# Araba
Araba (spanyolul Álava) Spanyolország egyik tartománya Baszkföld déli részén.
Navarra, Bizkaia (Vizcaya), Gipuzkoa (Guipúzcoa) és Burgos tartományok határolják.
Araba tartomány lakosainak száma 313 819. Fővárosa és egyben legnagyobb városa Vitoria-Gasteiz, ahol a lakosság körülbelül 75%-a él. 
A tartomány más jelentős városai: Laudio/Llodio és Amurrio.